# Takahama (Fukui)
Takahama (高浜町?) è una cittadina giapponese della prefettura di Fukui.